# Now Loading!!!!
Now Loading!!!!(ナウ ローディング)は日本の声優ユニット・fourfoliumによる2枚目のシングル。2016年7月27日にメディアファクトリーより発売された。(品番:ZMCZ-10786)

## 概要
TVアニメ『NEW GAME!』の主要キャラクターたちの声優高田憂希、山口愛、戸田めぐみ、竹尾歩美の4人構成される声優ユニット「fourfolium」による2枚目のシングル曲として発売され、1枚目のシングルSAKURAスキップと同時リリースされた。本曲の特徴としては、OPのふんわりとして雰囲気の曲とは違ってフレッチュで力強さのあるロック調の曲となっており、曲には「 LEVEL UPで強くなれる」や「どんな高い壁だって。 ワクワクでジャンプする。」といったOP同樣、挑戦するひとを応援するような曲となっている。。またアニメPVでは登場人物が全員白い服を着ているのも一つの特徴である。
また本曲は『NEW GAME!』1期EDとなっている。
カップリング曲としてゆよゆっぺ作詞作曲の「ほっしーの！」が収録されている。
チャート
オリコン週間チャートの最高順位が42位と「fourfolium」の全シングル4曲中最下位と悲惨な結果だが、登場回数は全シングル中歴代2位の10回登場となっている。1位は同時リリースした『SAKURAスキップ』の11回となっている。

## 収録曲
| #         | タイトル                              | 作詞       | 作曲         | 編曲       | 時間  |
| --------- | ------------------------------------- | ---------- | ------------ | ---------- | ----- |
| 1.        | 「Now Loading!!!!」(NEW GAME!1期のED) | 烏屋茶房   | 和田たけあき | やしきん   | 4:13  |
| 2.        | 「ほっしーの！」                      | ゆよゆっぺ | ゆよゆっぺ   | ゆよゆっぺ | 3:30  |
| 3.        | 「Now Loading!!!!」(instrumental)     |            |              |            | 4:12  |
| 4.        | 「ほっしーの！」(instrumental)        |            |              |            | 3:28  |
| 合計時間: | 合計時間:                             | 合計時間:  | 合計時間:    | 合計時間:  | 15:23 |